# Millôr Fernandes
Millôr Fernandes (Rio de Janeiro, 16 de agosto de 1923 – Rio de Janeiro, 27 de março de 2012), nome artístico de Milton Viola Fernandes, foi um desenhista, humorista, dramaturgo, escritor, poeta, tradutor e jornalista brasileiro. Conquistou notoriedade por suas colunas de humor gráfico em publicações como Veja, O Pasquim e Jornal do Brasil.
Começou a trabalhar ainda jovem na redação da revista O Cruzeiro, iniciando precocemente uma trajetória pela imprensa brasileira que deixaria sua marca nos principais veículos de comunicação do país. Em seus mais de 70 anos de carreira produziu de forma prolífica e diversificada, ganhando fama por suas colunas de humor gráfico em publicações como Veja, O Pasquim e Jornal do Brasil, entre várias outras. Em seus trabalhos costumava valer-se de expedientes como a ironia e a sátira para criticar o poder e as forças dominantes, sendo em consequência confrontado constantemente pela censura. Dono de um estilo considerado singular, era visto como figura desbravadora no panorama cultural brasileiro, como no teatro, onde destacou-se tanto pela autoria quanto pela tradução de um grande número de peças.
Com a saúde fragilizada após sofrer um acidente vascular cerebral no começo de 2011, morreu em março de 2012, aos 88 anos de idade.

## Biografia

### Infância

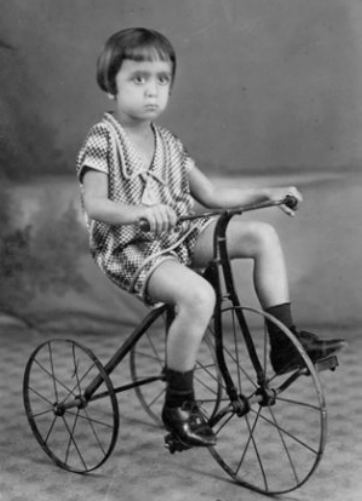
Millôr quando criança

Filho do imigrante espanhol Francisco Fernandes e da brasileira Maria Viola Fernandes, Millôr nasceu em 16 de agosto de 1923 no subúrbio carioca do Méier. Por descuido dos pais só acabou registrado quase um ano depois, tendo como nome de batismo Milton Viola Fernandes e data de nascimento oficial o dia 27 de maio de 1924. No ano seguinte, Francisco, então com 36 anos, morre subitamente, ficando Maria com a tarefa de criar sozinha os filhos Milton, Hélio, Judith e Ruth. Apesar de praticamente um bebê à época da morte do pai, Millôr gravou a lembrança de "um homem bonito, bem vestido, que vivia se fotografando" (era dono de uma casa de fotografia na Rua Larga) e que "acordava a família patriarcalmente todas as noites para saborearmos salames e queijos". O impacto financeiro da morte é significativo para a família de classe média; sua mãe, então com 27 anos, é obrigada a alugar uma parte do casarão no Méier, e passa a trabalhar como costureira. Não obstante, começam a enfrentar sérias dificuldades.
Entre 1931 e 1935, Millôr cursa o ensino básico na Escola Enes de Sousa, no Méier. Da professora Isabel Mendes guardou, como costumava dizer, a lição definitiva: o prazer de aprender. Mais tarde a escola pública seria renomeada em homenagem à educadora, mas para Millôr aquela seria para sempre a "Universidade do Meyer". A mãe morre de câncer em 1934 e a perda causa um impacto profundo no garoto de 11 anos: "Sozinho no mundo tive a sensação da injustiça da vida e concluí que Deus em absoluto não existia". Os irmãos se separam, e Millôr vai morar com a avó num quarto no fundo do quintal da casa do tio materno Francisco, na longínqua Estrada Nova da Pavuna. Passa por um período definido por ele mesmo como dickensiano, "vendo o bife ser posto no prato dos primos, sem que o órfão tivesse direito".
A popularização das histórias em quadrinhos no Brasil em 1934 atinge também Millôr, que se torna leitor assíduo de publicações do gênero, em especial Flash Gordon, de autoria de Alex Raymond, que ele copiava quadro por quadro, marcando milimetricamente onde começava a cabeça, o braço, etc. Nesse meio – que ele consideraria mais tarde a "maior e mais legítima influência" em sua formação de humorista e escritor – encontra uma forma de dar vazão à criatividade. Estimulado pelo tio Antônio, envia um desenho para o periódico carioca O Jornal. O trabalho é aceito e publicado, lhe rendendo um pagamento de 10 mil réis. Em 1938, Millôr consegue seu primeiro emprego fixo, como entregador do remédio para os rins "Urokava", do médico Luiz Gonzaga da Cruz Magalhães Pinto. Durou pouco na função; logo estaria ocupando-se do trabalho que o acompanharia para o resto da vida.

### Adolescência

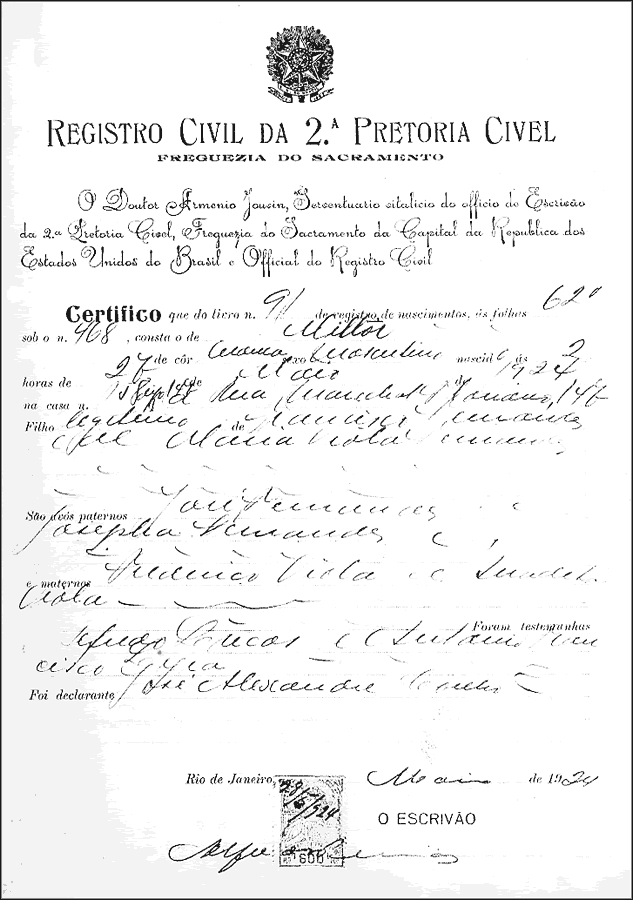
Certidão de nascimento de Millôr, com a caligrafia duvidosa que resultou em sua mudança de nome

Millôr considerava o dia 15 de março de 1938 como o início de sua profissão de jornalista; foi quando passou a trabalhar na revista O Cruzeiro. Atribuiu o mérito a seu tio Armando Viola, então chefe da seção de gravura da publicação. Foi ser contínuo, repaginador e factótum – sendo a mistura de falta de experiência com o acúmulo de funções justificada pela ausência de pessoal especializado na redação, então uma sala de 100 metros quadrados ocupada por ele e mais duas pessoas, o diretor Antônio Accioly Netto e o desenhista Edgar de Almeida.
Na função de faz-tudo Millôr se metia nas oficinas, laboratórios, diagramação e onde mais pudesse, inteirando-se de todos os processos de produção e eventualmente se tornando um engraçado "guia turístico" para quem quisesse conhecer as instalações de O Cruzeiro – ocasiões em que aproveitava para exercitar a imaginação, inventando importâncias históricas para objetos aparentemente mundanos (um espanador por exemplo era tornado em cetro do Papa ou raridade comprada pessoalmente pelo dr. Assis Chateaubriand, entre outros). Nesse meio tempo passa a trabalhar em outra publicação dos Diários Associados, O Guri, traduzindo para o português histórias em quadrinhos originalmente em inglês – idioma que aprendeu sozinho em meio a livros e dicionários, numa das primeiras manifestações práticas do autodidatismo que exerceria por toda sua carreira. Apesar da facilidade em aprender por conta própria, Millôr estava ciente da necessidade de se aprimorar profissionalmente, matriculando-se no Liceu de Artes e Ofícios do Rio de Janeiro, onde estudou entre 1938 e 1942.
Nessa mesma época passou a complementar o baixo salário com traduções de livros para Accioly (que assinava a autoria do trabalho e pagava ao funcionário metade do que recebia), e com a composição de quadras para a seção "As garotas", de Alceu Penna. O trabalho atrai a atenção de Frederico Chateaubriand, que o chama para ajudar na revista A Cigarra. Certo dia, precisando fechar o último caderno, Freddy desespera-se com uma página ainda em branco de um colaborador que se atrasara, e manda Millôr ocupar o espaço com aquilo que vivia fazendo – frases, versos, tiradas inteligentes e engraçadas. O sucesso foi tanto que a coluna virou fixa, marcando o surgimento de Vão Gogo e da seção "Poste escrito". Ele logo exige seu primeiro aumento, ameaçando "ir para o Exército" caso não o recebesse. Com o ordenado triplicado, pôde passar a morar numa pensão no Centro e a pagar com mais tranquilidade o curso no Liceu.
Então com 17 anos, calhou a Millôr descobrir seu nome "verdadeiro": ao solicitar uma cópia da certidão de nascimento, constatou que a grafia duvidosa do escrivão tornava o nome Milton em Millôr – o traço incompleto do "t" formava uma espécie de acento circunflexo sobre o "o", enquanto o "n" tinha a aparência de "r". Sem hesitar, abandonou o prosaico Milton e se tornou Millôr, denominação tranquilamente aceita e prontamente adotada pela família e amigos.

### O Cruzeiro, primeiros livros, primeiras peças

Millôr Fernandes (1957)

No começo da década de 1940, O Cruzeiro, implementando uma reforma editorial, começa a trilhar o caminho de sucesso que resultaria numa das maiores tiragens da história editorial brasileira. Millôr continuava fazendo seus versos, e logo voltaria à carga sob o pseudônimo Vão Gogo, estreando em 1945 a seção "O Pif-Paf" em parceria com o cartunista Péricles. No ano seguinte lança Eva sem costela — Um livro em defesa do homem, assinando como Adão Júnior. No começo de 1948 viaja aos Estados Unidos como correspondente, encontrando-se com Walt Disney, Carmen Miranda, César Lattes e Vinicius de Moraes. De volta ao Brasil, casa-se com Wanda Rubino. Ainda em 1948, roteiriza a tira de jornal Ignorabus, o contador de histórias, ilustrada por Carlos Estêvão e publicada no Diário da Noite.
Ainda em 1949 lança o livro Tempo e Contratempo sob o pseudônimo Emmanuel Vão Gogo. Produz seu primeiro roteiro cinematográfico, "Modelo 19", e o filme, lançado como O amanhã será melhor, vence cinco prêmios Governador do Estado de São Paulo, sendo Millôr agraciado com o de "melhores diálogos". Na companhia de Fernando Sabino, passa quarenta e cinco dias do ano de 1951 viajando de carro pelo Brasil. No mesmo ano lança o semanário Voga, que dura apenas cinco edições. Durante 1952, passa quatro meses fazendo turismo pela Europa. No ano seguinte vê a estreia de sua primeira peça teatral, Uma mulher em três atos, encenada no Teatro Brasileiro de Comédia, em São Paulo.
Em 1954 Millôr adquire por 2 700 cruzeiros a famosa cobertura na Avenida Vieira Souto, em Ipanema, que seria imortalizada em seus escritos e onde passaria o resto da vida. No mesmo ano, nasce seu primogênito Ivan. Um ano depois, divide com Saul Steinberg o primeiro lugar da Exposição Internacional do Museu da Caricatura de Buenos Aires, Argentina. Diversifica a produção, escrevendo as peças Do tamanho de um defunto (encenada no Teatro de Bolso, no Rio, e posteriormente adaptada pelo próprio autor para o cinema como Ladrão em noite de chuva), Bonito como um deus (encenada no Teatro Maria Della Costa, em São Paulo) e também Um elefante no caos e Pigmaleoa.
Em 1957 Millôr expõe seus desenhos e pinturas no Museu de Arte Moderna do Rio de Janeiro. A partir de 1958, passa a manter sozinho a coluna "O pif-paf", cuja página dupla semanal é sempre assinada com o pseudônimo Vão Gogo e suas variações. Isso só deixaria de acontecer em 1962, quando ele assume definitivamente o próprio nome, reservando o fictício apenas para eventuais textos de apoio n'O Cruzeiro. Ainda em 58, conclui sua primeira tradução teatral, Good people, intitulada então A fábula do Brooklin — Gente como nós.
Em 1959, a convite de Freddy Chateubriand, apresenta na TV Itacolomi uma série de programas intitulada Universidade do Méier, onde desenhava enquanto fazia comentários. A ideia é levada para a TV Tupi do Rio sob o título de Treze lições de um ignorante. Pouco depois, o programa é censurado pelo governo federal e tirado do ar em consequência de uma crítica feita à primeira-dama; disse Millôr que Sarah Kubitschek mal chegou ao Brasil depois de cinco meses de viagem à Europa e já foi "condecorada com a Ordem do Mérito do Trabalho". No mesmo ano, nasce sua filha Paula.
Em 1960, estreia no Teatro da Praça, no Rio, a peça Um elefante no caos, que rende a Millôr o prêmio de "melhor autor" da Comissão Municipal de Teatro. Na mesma época dá início a uma colaboração com o cineasta Carlos Hugo Christensen que resultaria nos roteiros dos filmes Amor para Três (1960), Esse Rio que Eu Amo (1962), Crônica da Cidade Amada (1965) e O Menino e o Vento (1967). Em 1961, abre uma exposição com seus desenhos na Petit Galerie, no Rio. Viaja para o Egito mas, com a renúncia de Jânio Quadros à presidência do Brasil, resolve voltar antes do previsto. Trabalha uma semana na Tribuna da Imprensa, sendo precocemente demitido por ter escrito um artigo sobre a corrupção nos meios de comunicação. Em solidariedade, também se demitem os editores Mário Faustino e Paulo Francis.
A preocupação de Millôr em prezar a liberdade em seus trabalhos o leva a vários conflitos na redação de O Cruzeiro. Em um deles, pede demissão após ter o termo "amante" sumariamente cortado de um texto, mas o pedido de dispensa é recusado. Em outra ocasião, durante a reforma editorial implementada por Odilo Costa Filho no começo da década de 1960, ouve deste que lhe seria dada toda a liberdade, no que responde, "Odilo, você vai me perdoar, mas ninguém pode me dar liberdade. Pode tirar, mas dar, não pode". A defesa ferrenha da integridade de seu espaço criativo acabaria culminando, no final do mesmo ano, na saída de Millôr da revista.

### Demissão,Pif-Pafe espetáculos teatrais
A polêmica que resultou na exoneração de Millôr dos Diários Associados deu-se em decorrência dos desenhos de A verdadeira história do paraíso. Considerado posteriormente uma obra-prima da iconoclastia, o trabalho já havia sido apresentado na TV quando da passagem de seu autor pelas TVs de Belo Horizonte e do Rio de Janeiro, sendo inclusive encenado no teatro. Finalmente vendido como matéria especial para O Cruzeiro em maio de 1963, foi publicado em outubro, cobrindo dez páginas impressas em quatro cores. A edição provocou de imediato uma maré de indignação católica que não tardou a alcançar a direção da revista, fazendo com que o número seguinte trouxesse uma tentativa de retratação, acusando Millôr de quebra de confiança ao compromisso de criar "um humor inteligente e sadio", misturada a desculpas aos leitores e promessas de "vigilância sobre a seção 'O pif-paf'".
Millôr, então em Portugal e alheio a todo o incidente, acaba sabendo de tudo pelo músico Juca Chaves, que em uma festa se aproxima dele "com aquele ar satânico de quem vai anunciar o terremoto de 1755" e pergunta: "Você viu o que O Cruzeiro escreveu contra você?". De volta ao Brasil, é recebido por uma carta de demissão e a acusação de fazer "matéria insultuosa às convicções religiosas do povo brasileiro". O caso gera uma reação de setores da imprensa, que se posicionam contra a publicação e oferecem um jantar de desagravo ao demitido, evento que é prestigiado por diretores e presidentes de vários veículos jornalísticos, além de centenas de artistas, escritores e jornalistas, como Paulo Francis, Rubem Braga e Fernanda Montenegro, entre outros. Durante seu discurso Millôr declara se sentir "como o navio abandonando os ratos". Processa então a revista por seus direitos trabalhistas, e acaba ganhando a causa.
Ainda em 1963 Millôr passa a colaborar com o jornal Correio da Manhã, onde permanece durante um ano. Dá início em seguida a um projeto próprio: passado um mês do golpe militar que tomou o poder no Brasil, lança a revista Pif Paf. Com a redação sediada em seu próprio estúdio e edição quinzenal, a publicação reuniu alguns dos maiores nomes do humor de então, como Stanislaw Ponte Preta, Ziraldo, Jaguar e Claudius, entre outros. Sem propostas políticas ou ideológicas, o conceito da revista era liberdade e humor. Ainda assim foi perseguida; considerada pelo serviço de informações do exército como o início da imprensa alternativa no Brasil, Pif-Paf teve vida curta, durando apenas oito números.
Em 1964, Millôr dá início à publicação de uma coluna semanal no Diário Popular, de Portugal, numa parceria que perduraria por dez anos. Na ocasião da estreia da página, inclusive, seu texto teria provocado o comentário de um ministro de Salazar de que "este tem piada, pena que escreva tão mal o português". Volta à televisão em 1965 como apresentador da TV Record, ao lado de Sérgio Porto e Luis Jatobá. Em parceria com Flávio Rangel escreve o musical Liberdade liberdade, que estreia naquele ano no Teatro Opinião, no Rio. A incursão na música prossegue no ano seguinte com a composição da canção "O homem", interpretada por Nara Leão no II Festival de Música Popular Brasileira. Em 1968, atua em seu espetáculo musical Do fundo do azul do mundo ao lado de Elizeth Cardoso e do Zimbo Trio.

### VejaeO Pasquim
Ainda em 1968, Millôr passa a colaborar com a revista Veja, marcando o começo de uma duradoura relação profissional com a Editora Abril que em longevidade só seria superada por seu trabalho nos Diários Associados. Nesse mesmo ano morre seu amigo Sérgio Porto, tendo início uma movimentação entre alguns jornalistas e cartunistas para a substituição de seu jornal Carapuça. Apesar de não integrar aquela equipe que seria pôr fim a fundadora de O Pasquim, a influência exercida pela experiência de Millôr com o Pif-Paf foi definitiva no surgimento do novo jornal. De uma forma ou de outra, ele esteve sempre presente nos primórdios do semanário. Já na primeira edição, em junho de 1969, profetizava que "se esta revista for mesmo independente não dura três meses. Se durar três meses não é independente". Retrataria-se três edições depois, e de fiel colaborador passou a uma das principais forças do Pasquim, como na ocasião em que grande parte da "patota", como se autodenominavam os colaboradores, foram presos pela ditadura.
O fato se deu após o jornal publicar uma paródia do quadro Independência ou Morte de Pedro Américo, onde D. Pedro I foi posto dizendo a frase "Eu quero é mocotó". A resposta dos militares não tardou: em 1 de novembro de 1970, os responsáveis pela editoria e fechamento do Pasquim foram presos um a um. Sérgio Cabral, Tarso de Castro, Ziraldo, Fortuna, Paulo Francis, Luiz Carlos Maciel e Flávio Rangel acabariam detidos por dois meses, sem saber sequer do que foram acusados. Com a redação do semanário desfalcada de alguns de seus principais nomes, Millôr e Henfil, com a ajuda de colaboradores de última hora como Chico Buarque, Glauber Rocha e Odete Lara, entre outros, fizeram o possível para manter o jornal em funcionamento, que não deixou de circular uma só vez. Millôr inclusive tentou emular o estilo de alguns dos colegas, enquanto a ausência de outros era justificada aos leitores como em decorrência de uma "gripe".
Em 1972, Millôr assume a presidência do Pasquim, então envolto em várias dívidas e problemas administrativos relacionados a gestões anteriores. O jornal permanece sob censura prévia até 1975, quando é dispensado de submeter seu material à "apreciação" dos censores. A liberação coincidiu com a edição de n° 300 do semanário, que apesar da dispensa da censura acaba mesmo assim apreendido por ordem de Armando Falcão. Millôr defende então que a edição seguinte fosse inteiramente dedicada a satirizar o ministro da Justiça, mas sem apoio da equipe decide deixar o jornal, tendo cumprido o propósito de reorganizar as finanças e salvá-lo da falência. No mesmo ano, faz exposição de 25 quadros “em branco, mas com significado”, na Galeria Grafitti, no Rio. Em 1976, escreve para Fernanda Montenegro a peça É..., que, encenada no Teatro Maison de France, no Rio, acabaria por se tornar seu maior sucesso teatral.
Em 1977, Millôr volta a expor seus trabalhos no Museu de Arte Moderna do Rio de Janeiro. Sempre avesso a cerimônias e premiações, em 1978 aceita a homenagem do quinto Salão Internacional de Humor de Piracicaba, mas com uma condição: a de que a inscrição da placa, com apenas seu nome, fosse mudada para "Aos humoristas do Brasil na pessoa de Millôr Fernandes". Deixa a Veja em 1982 ao se recusar a atender o pedido da revista de retirar o apoio público que mantinha a Leonel Brizola, então candidato ao governo do Rio pelo PDT em oposição a Moreira Franco, do PDS (que se tornou o DEM mas que na época era a nova sigla da Arena, o partido situacionista criado pelo regime militar).

### Últimos trabalhos

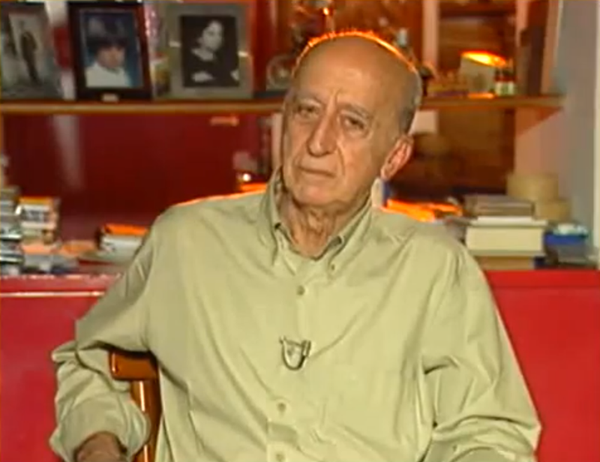
Millôr em 1998

Em 1980, Millôr conhece a jornalista Cora Rónai, com quem manteria um relacionamento pelo resto de sua vida. Três anos depois, é homenageado no samba-enredo da Escola de Samba Acadêmicos do Sossego, de Niterói. Não comparece ao desfile. Passa a colaborar para a revista Istoé e, em 1984, para o Jornal do Brasil. Em 1986, abandona a máquina de escrever e começa a usar um computador para redigir seus textos, fazendo também experimentações artísticas com a nova ferramenta. Em 1988, comemora 50 anos de jornalismo com uma festa para os amigos, e dois anos depois nasce o neto Gabriel, filho de Ivan.
Em 1992, Millôr vê novamente sua liberdade criativa cerceada, dessa vez no Jornal do Brasil e sob a figura do editor Dácio Malta. Sua coluna no periódico alternava artigos, desenhos ou pequenos tópicos. Numa determinada ocasião, sem comunicar o autor, o editor corta um desses tópicos. No dia seguinte Millôr submete o mesmo trecho censurado, mas apenas ele, em letras grandes, acompanhado de um desenho. Dessa vez Malta foi incapaz de cortar, sob pena de comprometer toda a seção. A partir de então, ele passa a selecionar para publicar na seção de cartas do jornal apenas textos com críticas negativas a Millôr, que acaba por se demitir. Na mesma época, deixa também a Istoé. Passa os anos seguintes alternando colaborações em várias publicações da imprensa brasileira: em 1996, começa a publicar nos jornais O Dia, O Estado de S. Paulo e Correio Braziliense (nesse último, permaneceria somente até o fim do ano). Deixa O Estado e O Dia em 2000, e vai para a Folha de S.Paulo, de onde sai no ano seguinte para voltar ao Jornal do Brasil.
Ainda em 2000 lança O Saite Millôr Online, no qual passa a publicar novos textos e desenhos e a resgatar antigos trabalhos. A iniciativa, considerada pioneira na internet brasileira, acaba sendo um grande sucesso, o que leva seu criador a comentar: "Se eu soubesse o que atrai tanta gente, nunca mais faria de novo". Retorna à Veja em 2004, mas desentende-se novamente com a revista quando esta decide disponibilizar todas as suas edições na internet, incluindo aí os quatorze anos de trabalho que ele produziu entre 1968 e 1982. Millôr ainda tenta negociar um acordo, mas em setembro de 2009 a revista comunica-lhe que não só seu contrato não seria renovado, como o material online seria mantido como estava. Ele move então um processo contra a Editora Abril e o banco Bradesco (patrocinador da digitalização do acervo da Veja) pedindo uma indenização de 500 mil reais e justificando que "se eles podem publicar tudo isso em um site, amanhã eles podem fazer um livro. Eles não podem usar esse material, muito menos o Bradesco. Eu virei realmente um garoto-propaganda. Até me senti honrado, mas mal pago". O resultado da ação legal só sairia em setembro de 2013, quando a Editora Abril foi condenada a pagar cerca de 800 mil reais pela publicação do material sem autorização de seu autor.

### Problemas de saúde e morte
Quando eu morrer
Vão lamentar minha ausência
Bagatela
Pra compensar o presente
Em que ninguém dá por ela.

— Millôr in Poemas (1984)
No início de fevereiro de 2011, Millôr foi internado na clínica São Vicente, no Rio. A pedido da família, a assessoria de imprensa do local não revelou nem a data nem a razão da internação. O quadro de saúde de Millôr tampouco foi divulgado. Questionada pelos fãs, a equipe responsável pelo Twitter do escritor respondeu em meados do mesmo mês que ele estava "melhorando lentamente", mantendo a postura de não entrar em detalhes a respeito do que levou à internação. Dois dias depois, em 18 de fevereiro, é revelado que Millôr sofrera um acidente vascular cerebral isquêmico. Inconsciente, fora mantido até então no CTI, mas com a melhora no quadro de saúde foi retirado dos aparelhos de respiração e transferido para um quarto intermediário. Ele passa os cinco meses seguintes internado, recebendo alta no dia 28 de junho. Dois dias depois de ir para casa, volta a se sentir mal, sendo internado na Clínica de Saúde São José, onde permanece outros cinco meses.
Durante todo esse período de saúde fragilizada a família fez o possível para preservar a intimidade de Millôr, postura que ele sempre adotou em relação à sua vida pessoal. A discrição foi mantida até os momentos finais. Às nove da noite do 27 de março de 2012, Millôr morre em seu apartamento em Ipanema, em decorrência de falência múltipla dos órgãos e parada cardíaca; o fato só é divulgado à imprensa por seu filho Ivan no dia seguinte. Sob grande comoção de figuras públicas, o corpo é velado na manhã do dia 29 no Cemitério Memorial do Carmo, e à tarde cremado em cerimônia restrita a cerca de 40 pessoas no Cemitério do Caju, no Rio de Janeiro.

## Convicções
A liberdade que Millôr tanto prezava em seus trabalhos estendia-se também às convicções pessoais. Autoproclamado "livre-atirador", buscava não se comprometer com qualquer movimento organizado político ou religioso, considerando a ideologia uma "bitola estreita para orientar o pensamento". Defendia o livre pensar justificando que "não existe pensador católico. Não existe pensador marxista. Existe pensador. Preso a nada. Pensa, a todo risco". O desprendimento a dogmas, conceitos, mitos e sistemas de pensamento não resultava na falta de foco para suas críticas, pelo contrário: o alvo sempre foi o ser humano, o qual considerava "inviável".
Millôr se dizia ainda uma pessoa de grande ceticismo, considerando essa disposição de indagar tudo permanentemente um fator primordial na criatividade. Em seus escritos evitava ataques pessoais, lição que tirou da época no Liceu de Artes e Ofícios: "um dia um professor deteve a massa dos alunos que desciam as enormes escadarias e, no meio de todo mundo, advertiu-me para que eu nunca mais zombasse de um colega. 'As pessoas podem perdoar que você bata a sua carteira mas jamais perdoarão isso.' Aprendi". A exceção à regra eram os governantes, jamais poupados da exposição ao ridículo. Sustentava a posição dizendo que "o homem do poder público tem sempre uma tribuna e meios muito maiores para reagir e anular o mal que ocasionalmente você lhe faça".
As críticas cáusticas às instituições estabelecidas e às ideologias perenes provocavam por vezes reações inflamadas de seus alvos, como no caso da demissão de O Cruzeiro ou na ocasião em que provocou o movimento feminista numa charge do começo dos anos 70. Ironizando os poderosos e as instituições arcaicas, era acusado de subversivo; criticando os movimentos contemporâneos, como o feminismo, era tachado de reacionário. Minimizava acusações do tipo dizendo que "as pessoas que reivindicam algo dificilmente têm senso de humor para aceitar uma crítica", justificando os ataques mais insistentes com a opinião de que "o que as pessoas não aceitam são pequenas coisas, o fato de eu nunca ter querido poder, de não ter aparecido na TV Globo, afinal alguém tem que ter recato neste país". Nesse sentido inclusive costumava dizer ter refreado o pouco que tinha "dessa coisa humana que é aparecer", rejeitando a popularidade, que considerava vulgar, apesar de declarar gostar da notoriedade e das conveniências sociais trazidas pelo fato de ser conhecido. Segundo o filho Ivan, Millôr jamais se deixou levar pelo chamado culto à celebridade. "Ele disse que sempre gostou de ser notório e não famoso".

## Distinções
Com passagem marcante pelos veículos impressos mais importantes do Brasil, Millôr é considerado uma das principais figuras da imprensa brasileira no século XX. Multifacetado, obteve sucesso de crítica e de público em todos os gêneros em que se aventurou, como em seus trabalhos de ilustração, tradução e dramaturgia. Não se intimidava em usar esses meios para desafiar os valores dominantes e poderes estabelecidos, com críticas consideradas ao mesmo tempo severas e permeadas por um humor inteligente. Além do sucesso nas áreas literária e artística, orgulhava-se ainda de sua atuação desportiva, julgando uma de suas principais idealizações a cocriarão do frescobol.

### Atleta
Millôr considerava-se um "atleta frustrado". Durante muito tempo conservou o hábito de correr todos os dias na praia às seis da manhã, prática que em seus últimos anos substituiu por uma caminhada de 40 minutos. Foi ainda praticante de natação e de luta (sendo inclusive aluno de Hélio Gracie no começo da década de 1950), e entre os feitos desportivos de que se orgulhava estava o título de vice-campeão mundial de pesca ao atum, conquistado em 1953 na Nova Escócia. Outro fato marcante foi a invenção do frescobol, implementado por ele e outros colegas na praia de Ipanema em 1958. Segundo Millôr, "o frescobol é o único esporte em que ninguém tem a obrigação de ganhar, e nem a vergonha de perder".

### Escritor
Dono de uma vasta produção literária, o estilo de Millôr advinha de uma atenção particular aos fatos cotidianos – interpretados sob a ótica de um humor refinado – onde muitas vezes formas e referências eram retrabalhados para dar vazão ao discurso humorístico. No entanto, esse não era sempre seu foco; em certa ocasião, perguntado se gostaria de ser chamado de humorista ou escritor, optou pelo último: "Ninguém é humorista o tempo todo. E eu, na maior parte das vezes, não sei se estou escrevendo coisa engraçada ou não engraçada".

### Ilustrador
Da visita que fez aos Estados Unidos em 1948, Millôr trouxe na bagagem a influência de Georg Grosz, assim como de Saul Steinberg, ambos lendários cartunistas americanos. Teve exposições dedicadas a sua arte visual no Museu de Arte Moderna em 1957 e 1977, sendo ainda um dos primeiros artistas gráficos brasileiros a usar o computador para suas criações. Apesar de não ter completado o curso que fez no Liceu de Artes e Ofícios do Rio, os quatro anos que passou na instituição foram suficientes para refinar um estilo considerado singular, cuja criatividade e virtuosismo, de acordo com o estudioso Pedro Corrêa do Lago, "marcou profundamente todos os ilustradores e caricaturistas do país desde a década de 50".

### Dramaturgo
No teatro, Millôr foi responsável por uma série de comédias que mostram com ironia os problemas diários do carioca, sendo Um elefante no caos considerada por críticos como Bárbara Heliodora uma das mais brilhantes. Mais tarde, durante a ditadura e sob o escrutínio da censura, fez suas famosas colagens, textos compostos por vários esquetes que apresentavam críticas ao panorama do Brasil de então. Voltando à forma dramatúrgica convencional, cria a peça É..., considerada sua comédia mais amadurecida e bem construída, que alcança grande êxito de público e crítica.

### Tradutor
A tradução representou uma vertente significativa da produção teatral de Millôr, e seu trabalho foi considerado o melhor e o mais importante do teatro brasileiro. Verteu para o português um total de 74 obras, entre elas Hamlet, de Shakespeare, O jardim das cerejeiras, de Tchekov, Assim é se lhe parece, de Pirandello, e Antígona, de Sófocles. Suas adaptações de expressões de outros idiomas foram descritas como verbalmente virtuosas e criativas, e por vezes sua interferência na escrita original chegava quase que a recriar. A esse respeito costumava dizer que, "ao traduzir, é preciso ter todo rigor e nenhum respeito pelo original".

## Legado

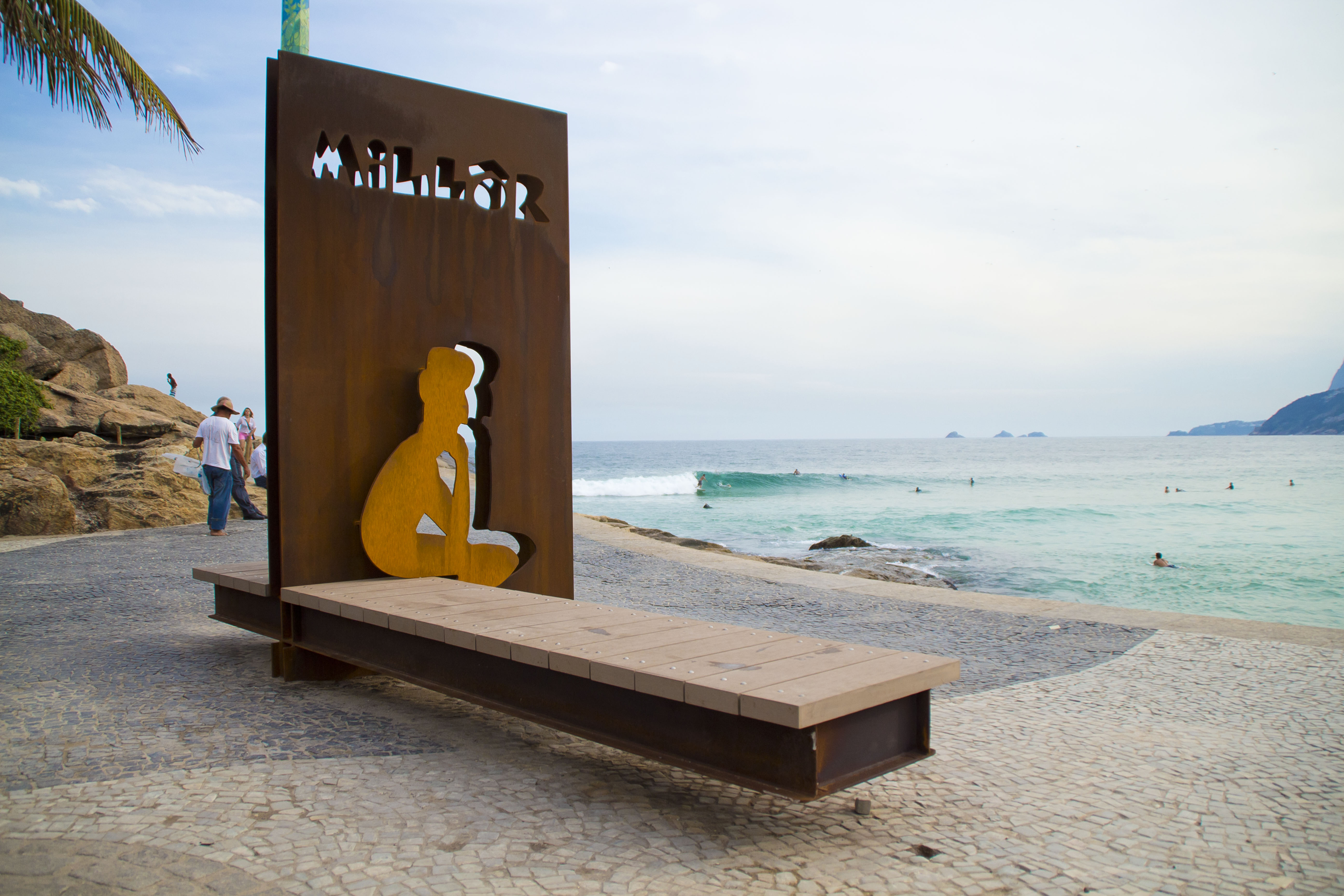
Monumento e banco panorâmico em homenagem a Millôr

Em junho de 2012, foi apresentado à prefeitura do Rio de Janeiro um projeto para nomear o recanto entre as praias do Diabo e do Arpoador – local preferido do escritor, que costumava fazer ali suas caminhadas diárias – como Largo do Millôr. A proposta, de autoria do arquiteto Jaime Lerner, previa ainda a instalação de um banco panorâmico, ideia sugerida pelo próprio Millôr anos antes, que disse que se um dia fosse homenageado, poderia ser com um banquinho de onde fosse possível ver o pôr do sol. A cerimônia de batismo do largo foi realizada em 6 de julho do mesmo ano, e contou com a presença de familiares e amigos do escritor, como o cartunista Jaguar e as atrizes Fernanda Montenegro e Rosamaria Murtinho. Já o banco, agora incorporando um monumento com a silhueta de Millôr desenhada por Chico Caruso e batizado de "O Pensador de Ipanema", foi inaugurado em 27 de maio de 2013.
Um ano depois da morte de Millôr, seu filho Ivan dividiu o acervo deixado pelo pai em três partes, com os mais de 120 livros passando para a responsabilidade da agente literária Lucia Riff, a produção teatral ficando a cargo da Associação Brasileira de Música e Artes (Abramus), e as ilustrações e arquivos pessoais reunidos na cobertura em Ipanema transferidos para o Instituto Moreira Salles (IMS). O que restou no estúdio – uma biblioteca com centenas de títulos – Ivan distribuiu entre os antigos amigos do pai. O acervo pictórico, com cerca de 7 mil desenhos, aquarelas e gizes, entre outros, foi transferido para a reserva técnica da coleção de iconografia do IMS em março de 2013. A cessão do material, em regime de comodato por 10 anos, não envolveu qualquer transação financeira, sendo a única exigência a de que o acervo completo não deixasse o Rio de Janeiro. Após organizar os arquivos, o instituto passou a planejar exposições e a publicação das obras. A primeira mostra ocorreu já no mês seguinte, quando 30 trabalhos gráficos inéditos de Millôr foram expostos na Fundação Mário Soares, em Lisboa.

## Obras

### Livros

#### Prosa
- 1946 – Eva sem costela – Um livro em defesa do homem (Editora O Cruzeiro. Lançado sob pseudônimo de Adão Júnior)
- 1949 – Tempo e contratempo (Editora O Cruzeiro. Lançado sob o pseudônimo de Emmanuel Vão Gogo)
- 1963 – Lições de um ignorante (J. Álvaro Editor)
- 1964 – Fábulas Fabulosas (J. Álvaro Editor. Edição revista e ilustrada publicada em 1973 pela Nórdica)
- 1972 – Esta é a verdadeira história do Paraíso (Livraria Francisco Alves)
- 1972 – Trinta anos de mim mesmo (Nórdica)
- 1973 – Livro vermelho dos pensamentos de Millôr (Nórdica. Edição revista e ampliada publicada pelo Senac em 2000)
- 1975 – Compozissõis imfãtis (Nórdica)
- 1975 – Livro branco do humor (Nórdica)
- 1976 – Devora-me ou te decifro (L&PM)
- 1977 – Millôr no Pasquim (Nórdica)
- 1977 – Reflexões sem dor (Edibolso)
- 1978 – Novas fábulas fabulosas (Nórdica)
- 1978 – Que país é este? (Nórdica)
- 1980 – Millôr Fernandes – Literatura comentada (Abril Educação. Organização de Maria Célia Paulillo)
- 1981 – Todo homem é minha caça (Nórdica)
- 1985 – Diário da Nova República (L&PM)
- 1987 – Eros uma vez (Nórdica. Ilustrações de Nani)
- 1988 – Diário da Nova República, v. 2 (L&PM)
- 1988 – Diário da Nova República, v. 3 (L&PM)
- 1988 – The cow went to the swamp ou A vaca foi pro brejo (Record)
- 1992 – Humor Nos Tempos do Collor (L&PM. Com Luis Fernando Veríssimo e Jô Soares)
- 1994 – Millôr definitivo - A bíblia do caos (L&PM)
- 1977 – Amostra bem-humorada (Ediouro. Seleção de textos de Maura Sardinha)
- 1998 – Tempo e contratempo (Beca. 2ª edição)
- 2002 – Crítica da razão impura ou O primado da ignorância (L&PM)
- 2003 – 100 Fábulas Fabulosas (Record)
- 2004 – Apresentações (Record)
- 2007 – Novas Fábulas e Contos Fabulosos (Desiderata. Ilustrações de Angeli)
- 2007 – Circo das Palavras (Ática)
- 2010 – O Mundo Visto Daqui (Praça General Osório) (Desiderata)
- 2011 – A Entrevista (L&PM)
- 2014 – 100+100: Desenhos e Frases (Instituto Moreira Salles)
- 2014 – Guia Millôr da História do Brasil (Nova Fronteira)
- 2016 – Guia Millôr da Filosofia (Nova Fronteira)
- 2016 – Millôr: Obra Gráfica (Instituto Moreira Salles)

#### Poesia

Millôr Fernandes (1959)

- 1967 – Papaverum Millôr (Prelo. Edição revista e ilustrada publicada pela Nórdica em 1974)
- 1968 – Hai-kais (Senzala)
- 1984 – Poemas (L&PM)

#### Artes visuais
- 1981 – Desenhos (Raízes Artes Gráficas. Prefácio de Pietro Maria Bardi e apresentação de Antônio Houaiss)

### Teatro

#### Peças editadas em livro
- 1957 – Teatro de Millôr Fernandes (Civilização Brasileira. Inclui Uma mulher em três atos, de 1953, Do tamanho de um defunto e Bonito como um deus, de 1955, e A gaivota, de 1959)
- 1962 – Um elefante no caos ou Jornal do Brasil ou, sobretudo, Por que me ufano do meu país (Editora do Autor)
- 1965 – Pigmaleoa (Brasiliense)
- 1972 – Computa, computador, computa (Nórdica)
- 1977 – É... (L&PM)
- 1978 – A história é uma história (L&PM)
- 1982 – O homem do princípio ao fim (L&PM)
- 1979 – Os órfãos de Jânio (L&PM)
- 1982 – Duas tábuas e uma paixão (L&PM. Nunca encenada)

#### Não editadas
- 1955 – Diálogo da mais perfeita compreensão conjugal
- 1962 – Pif, tac, zig, pong
- 1967 – A viúva imortal
- 1982 – A eterna luta entre o homem e a mulher
- 1995 – Kaos (leitura pública em 2001. Nunca encenada)

#### Espetáculos musicais
- 1952 – Pif-Paf – Edição extra! (com músicas de Ary Barroso)
- 1965 – Esse mundo é meu (em parceria com Sérgio Ricardo)
- 1965 – Liberdade, liberdade (em parceria com Flávio Rangel)
- 1966 – Memórias de um sargento de milícias (com músicas de Marco Antonio e Nelson Lins e Barros)
- 1968 – Momento 68
- 1969 – Mulher, esse super-homem
- 1979 – Bons tempos, hein?!
- 1982 – Vidigal: Memórias de um sargento de milícias (com músicas de Carlos Lyra)
- 1984 – De repente
- 1984 – O MPB-4 e o Dr. Çobral vão em busca do mal
- 2000 – Brasil! Outros 500 – Uma Ópera Pop (com músicas de Toquinho e Paulo César Pinheiro)

### Traduções

#### Romances
- 1942 – A estirpe do dragão (Dragon seed, de Pearl S. Buck. José Olympio Editora)
- 1945 – Nunca saí de casa (I never left home, de Bob Hope. Editora O Cruzeiro)

#### Fábulas
- 1983 – A ovelha negra e outras fábulas (de Augusto Monterroso. Editora Record. Ilustrações de Jaguar)

#### Textos teatrais
- 1958 – A fábula de Brooklin – Gente como nós (de Irwin Shaw)
- 1960 – O prodígio do mundo Ocidental (de John M. Synge)
- 1961 – A Megera Domada (de Shakespeare)
- 1961 – O velho ciumento (de Miguel de Cervantes)
- 1963 – Mary, Mary (de Jean Kerr)
- 1963 – Pigmaleão (de George Bernard Shaw)
- 1963 – As preciosas ridículas (de Molière)
- 1965 – Pequenos assassinatos (de Jules Feiffer)
- 1965 – A mulher de todos nós (de Henri Becque)
- 1965 – Escola de mulheres (de Molière)
- 1967 – Lisistrata (de Aristófanes)
- 1967 – Negra meobem (de François Campaux)
- 1967 – O assassinato da irmã Geórgia (de Frank Marcus)
- 1967 – Marat Sade (de Peter Weiss)
- 1967 – A volta ao lar (de Harold Pinter)
- 1967 – Blecaute (de Frederic Knott)
- 1968 – A cozinha (de Arnold Wesker)
- 1970 – Rapazes da banda (de Mart Crowley)
- 1971 – As eruditas (de Molière)
- 1972 – Antigamente (de Harold Pinter)
- 1974 – Antígona (de Sófocles)
- 1975 – Os filhos de Kennedy (de Robert Patrick)
- 1976 – Senhor Puntila e seu criado Matti (de Bertolt Brecht)
- 1976 – Vivaldino, servidor de dois amos (de Carlo Goldoni)
- 1977 – A calça (de Carl Sternheim)
- 1978 – Quem tem medo de Virginia Woolf? (de Edward Albee)
- 1979 – Afinal, uma mulher de negócios – Liberdade em Bremen (de R. W. Fassbinder)
- 1979 – Palhaços de ouro (de Neil Simon)
- 1980 – O rei Lear (de Shakespeare)
- 1980 – De quem é a vida, afinal? (de Brian Clark)
- 1980 – Gata em telhado de zinco quente (de Tennessee Williams)
- 1980 – A carta (de Somerset Maugham)
- 1980 – Ó, Calcutá! (de Kenneth Tynan)
- 1981 – As lágrimas amargas de Petra von Kant (de R. W. Fassbinder)
- 1981 – Bunny’s Bar (de Josiane Balasko)
- 1981 – As alegres matronas de Windsor (de Shakespeare)
- 1981 – A senhorita de Tacna (de Mario Vargas Llosa)
- 1982 – Chorus line (de Michael Bennet)
- 1982 – Casamento branco (de Tadeusz Rozewicz)
- 1982 – Hedda Gabler (de Henrik Ibsen)
- 1982 – A viúva alegre (de Franz Lehar)
- 1983 – A falecida senhora sua mãe (de George Feydeau)
- 1983 – Piaf (de Pam Gems)
- 1983 – O jardim das cerejeiras (de Anton Tchekov)
- 1983 – Boa noite, mãe (de Marsha Norman)
- 1984 – Grande e pequeno (de Botho Strauss)
- 1984 – Pô, Romeu! (de Ephraim Kishon)
- 1984 – Hamlet (de Shakespeare)
- 1984 – Tio Vânia (de Anton Tchekov)
- 1984 – Dédalo e Ícaro (de Dario Fo)
- 1984 – O sacrifício de Isaac (de Dário Fo)
- 1984 – A tigresa (de Dário Fo)
- 1984 – Gilda, um projeto de vida (de Noel Coward)
- 1984 – Madame Vidal (de Georges Feydeau)
- 1985 – Fedra (de Jean Racine)
- 1985 – O feitichista (de Michel Tournier)
- 1985 – Imaculada (de Franco Scaglia)
- 1985 – Sábado, domingo e segunda (de Edoardo de Filippo)
- 1985 – Assim é, se lhe parece (de Luigi Pirandello)
- 1986 – Quarteto (de Heiner Müller)
- 1986 – Quatro vezes Beckett (de Samuel Beckett)
- 1986 – Ensina-me a viver (de Colin Higgins)
- 1987 – O preço (de Arthur Miller)
- 1987 – Filumena Marturano (de Eduardo de Filippo)
- 1987 – Vestir os nus (de Pirandello)
- 1988 – Encontrarse (de Pirandello)
- 1987 – La mamma ou O belo Antônio (de Vitaliano Francatti)
- 1994 – Don Juan, o convidado de pedra (de Molière)
- 1996 – Anna Magnani (de Armand Meffre)
- 1996 – Paloma (de Jean Anouilh)
- 1996 – Master class (de Terence McNally)
- 1999 – Últimas luas (de Furio Bordon)
- 2001 – Fim de jogo (de Samuel Beckett)

#### Textos teatrais editados em livro
- 1965 – A megera domada (de Shakespeare. Letras e Artes)
- 1966 – Sr. Puntila e seu criado Matti (de Bertolt Brecht. Civilização Brasileira)
- 1968 – O prodígio do mundo ocidental (de John Millington Synge. Braziliense)
- 1973 – Escola de mulheres (de Molière. Nórdica)
- 1975 – Os filhos de Kennedy (de Robert Patrick. Nórdica)
- 1976 – A volta ao lar (de Harold Pinter. Abril Cultural)
- 1977 – Lisistrata (de Aristófanes. Abril Cultural)
- 1981 – O rei Lear (de Shakespeare.  L&PM)
- 1981 – A senhorita de Tacha (de Mario Vargas Llosa. Francisco Alves)
- 1983 – Afinal, uma mulher de negócios – Liberdade em Bremen (de R. W. Fassbinder. L&PM)
- 1983 – As lágrimas amargas de Petra von Kant (de R. W. Fassbinder. L&PM)
- 1984 – Hamlet (de Shakespeare. L&PM)
- 1985 – Fedra (de J. Racine. L&PM)
- 1994 – Don Juan, o convidado de pedra (de Molière. L&PM)
- 1995 – As alegres matronas de Windsor (de Shakespeare. L&PM)
- 1996 – Antígona (de Sófocles. Paz e Terra)
- 2003 – As eruditas (de Molière. L&PM)

#### Cinema
- 1950 - Modelo 19 - corroteirista

Colaborou em três filmes brasileiros dirigidos pelo cineasta argentino Carlos Hugo Christensen:
- Amor para Três - diálogos (1960)
- Crônica da Cidade Amada - adaptações, diálogos e pequena participação como ele mesmo (1965)
- O Menino e o Vento - diálogos (1967)